# Saimax

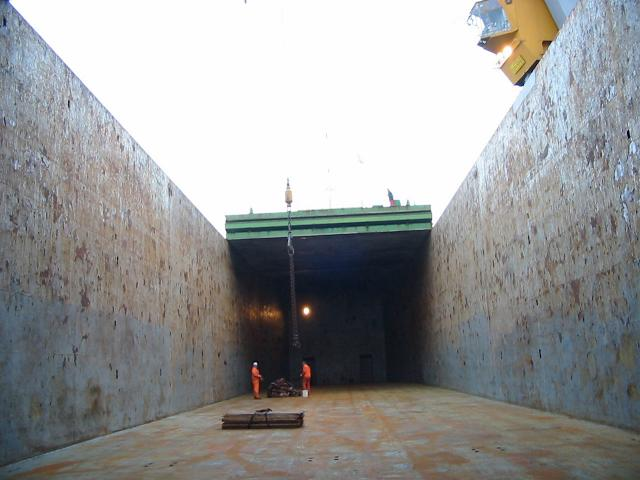
La cale d'un navire de type Saimax.

Les navires de type Saimax forment une classe de petits navires cargos naviguant sur le lac Saimaa en Finlande ainsi que sur le canal Saimaa le reliant au golfe de Finlande. Les écluses imposent des restrictions sur la taille maximum : celle-ci est de 4,35 mètres de tirant d'eau, 12,6 mètres de large et 82,5 mètres de long.
Ces navires sont en général des mini-vraquiers transportant du bois ou des rouleaux de papier, avec un port en lourd de 2 000 à 3 750 tonnes. La plupart de ces navires sont également renforcés pour le passage dans la glace.